# Diadelia lineata
Diadelia lineata är en skalbaggsart som beskrevs av Stefan von Breuning 1943. Diadelia lineata ingår i släktet Diadelia och familjen långhorningar.
Artens utbredningsområde är Madagaskar. Inga underarter finns listade i Catalogue of Life.